# طاهر البكاء
الدكتور طاهر خلف البكاء مؤرخ واستاذ عراقي، حصل على الاستاذية في 1996، وتراس لجنة الترقيات العلمية ومجلة كلية التربية في الجامعة المستنصرية، انتخب رئيسا للجامعة المستنصرية ايار 2003، شغل منصب وزير التعليم العالي والبحث العلمي في الحكومة العراقية المؤقتة حزيران 2004- ايار 2005، برئاسة إياد علاوي، انتخب عضوا في الجمعية الوطنية العراقية 2005 عن القائمة العراقية وعضو في لجنة كتابة الدستور الدائم.
حصل الدكتور طاهر البكاء على شهادتي الماجستير والدكتوراه في التاريخ من جامعة بغداد.
طاهر البكاء، عاش بالعراق.
أثناء عمله وزيرا للتعليم العالي عمل جاهدا من اجل المحافظة على استقلالية الجامعات
من ابرز انجازاته في فترة توزيره مايلي:-
1. منح الجامعات استقلالية حقيقية في عدة مجالات.
2. إعادة اعمار الجامعات، وتخصيص 25 مليون دولار شهريا، لبناء كليات واقسام علمية جديدة.
3. إطلاق البعثات العلمية، وتخصيص 100 مليون دولار لذلك.
4. تعديل قانون الخدمة الجامعية، بما حقق زيادة في رواتب الاساتذة بنسبة 100%.

تعرض البكاء لمحاولات اغتيال، نجا منها باعجوبة، وقتل حارسة الشخصي (رحيم) وسائق العائلة (لؤي)، وكذا سكرتيره الشخصي (مؤيد) كما جرح عدد من مرافقيه.
واجه مشاكل مع بعض القوى السياسية، واصدرت هيئة اجتثاث البعث قرارا بحرمانه من الترشيح في انتخابات البرلمان العراقي كانون الأول 2005.
بعد أن انتهى دور حكومة أياد علاوي، تم اقتحام دار البكاء في المنطقة الخضراء، وجه الدكتور البكاء الاتهام حكومة المالكي بالوقوف وراء هذا العمل الذي يفتقر إلى الياقة، خاصة وان القوة التي اقتحمت المكان صادرت حتى المكتبة الشخصية فضلا عن كل محتويات دار البكاء كل ذلك بمباركة حكومة المالكي.
 ما بعد الوزارة
انتقل طاهر البكاء بعد انتهاء عمله في الدستور والجمعية الوطنية إلى جامعة هارفرد الأمريكية وابتعد وهو يراقب أوضاع العراق من هناك. ومن هارفرد انتقل إلى جامعة صفك في بوسطن

## أعماله

### كتب
- العقل العراقي في محيط مضطرب، رسالتي في إصلاح التعليم العالي والارتقاء به، بغداد 2006.[1][1] - مواقف في وثائق، الرأي العام العراقي والعدوان الثلاثي على مصر في وثائق شعبة المخابرات السرية في وزارة الداخلية العراقية 1956ن بغداد 2005.[1][2]
- الدستور العراقي الدائم 2005، مشاهدات مساهم من داخل اللجنة، بغداد 2005.
- انتخابات الجمعية الوطنية العراقية كانون الثاني 2005، قوانينها، اسلوبها، نتائجها، بغداد 2005.
- التطورات الداخلية في إيران 1941 – 1951، من إصدارات بيت الحكمة بغداد 2002.
- فلسطين من التقسيم إلى اوسلو2، 1937-1995 إصدار دائرة الشؤون الثقافية/ وزارة الثقافة- بغداد 2001.

### البحوث
- دور الولايات المتحدة الأمريكية في إنشاء الكيان الإسرائيلي 1947، مجلة دراسات في التاريخ والآثار، جمعية المؤرخين العراقيين، العدد السادس، 2001.
- القضية الفلسطينية بعد الحرب العالمية الثانية 1945- 1947، مجلة دراسات في التاريخ والآثار، جمعية المؤرخين العراقيين، العدد الخامس، 2001.
- فلسطين من الحرب العالمية الأولى حتى ثورة 1936، مجلة كلية المعلمين، العدد، 27 سنة 2001.
- مؤتمر لندن والكتاب الأبيض 1939، مناورة بريطانية لكسب الوقت، مجلة كلية التربية، الجامعة المستنصرية، العدد 2 سنة 2001.
- المقدمات الاستعمارية للقضية الفلسطينية حتى عام 1920، مجلة كلية التربية، الجامعة المستنصرية، العدد الأول سنة 2001.
- من تاريخ الحياة البرلمانية في إيران من الثورة الدستورية حتى سقوط رضا شاه، أحداث وعبر، مجلة كلية المعلمين، الجامعة المستنصرية، العدد 26، سنة 2001.
- التطورات الداخلية في إيران أبان السنة الثانية من حكم مصدق 1952- 1953، في الوثائق الدبلوماسية العراقية، مجلة دراسات في التاريخ والآثار، جمعية المؤرخين والاثاريين العراقيين، بغداد، العدد الرابع سنة 2001.
- المشاريع البريطانية لتقسيم فلسطين 1936 – 1937، بين الواقع الديموغرافي والمتطلبات الصهيونية، مجلة دراسات وبحوث الوطن العربي، مركز الوطن العربي، الجامعة المستنصرية، العدد العاشر سنة 2001.
- القدس من مشاريع التقسيم إلى انتفاضة الأقصى 2000، أوراق عربية، مركز دراسات وبحوث الوطن العربي، الجامعة المستنصرية، العدد 43 سنة 2000.
- مرجعية التفاوض، والتفاوض بلا مرجعية، مجلة العرب والمستقبل، مركز دراسات وبحوث الوطن العربي، الجامعة المستنصرية، العدد 25، سنة 2000.
- القمة العربية بين الواقع والواقعية والموقف المطلوب، مجلة العرب والمستقبل، مركز دراسات وبحوث الوطن العربي، الجامعة المستنصرية، العدد 23، سنة 2000
- انتفاضة الأقصى 2000، الأسباب والنتائج المتوخاة، مجلة العرب والمستقبل، مركز دراسات وبحوث الوطن العربي، الجامعة المستنصرية، العدد 20، سنة 2001.
- الطريق إلى أوسلو، الحلول السياسية للقضية الفلسطينية ما بعد كامب ديفيد إلى الاتفاقية المرحلية، مجلة دراسات دولية، جامعة بغداد، العدد 12 سنة 2001.
- الدورة البرلمانية السادسة عشرة، أنموذج لصراع الارادات في إيران، تموز 1949 – نيسان 1951، مجلة دراسات في التاريخ والآثار، جمعية المؤرخين والاثاريين العراقيين، بغداد، العدد الثالث سنة 2000
- القضية الفلسطينية 1948 – 1979، تجاهل الأسباب وفرض الأمر الواقع، مجلة دراسات في التاريخ والآثار، جمعية المؤرخين والاثاريين العراقيين، بغداد، العدد الثاني سنة 2000
- محاولتا الدكتور آرثر ميلسبو في إصلاح الاقتصاد الإيراني، دراسة تاريخية وثائقية، مجلة دراسات في التاريخ والآثار، جمعية المؤرخين والاثاريين العراقيين، بغداد، العدد الأول سنة 2000.
- تدهور الأوضاع الاقتصادية في إيران 1946- 1951، دراسة وثائقية، مجلة كلية التربية – الجامعة المستنصرية، العدد 5، سنة 2000.
- المجلس الإيراني بدورته الخامسة عشرة 1947- 1949، دراسة تاريخية وثائقية، مجلة كلية المعلمين، الجامعة المستنصرية، العدد 24، سنة 2000.
- إيران في ظل الحقبة الأولى من الاستبداد القاجاري 1796-1834، مجلة كلية التربية – الجامعة المستنصرية، العدد الرابع سنة 2000.
- تطورات الأحداث في أذربيجان إيران 1941-1946، مجلة كلية المعلمين، الجامعة المستنصرية، العدد 23، سنة 2000.
- مشكلة اللاجئين الفلسطينيين وجهود التسوية السياسية، مجلة كلية التربية – الجامعة المستنصرية، العدد الثالث سنة 2000.
- اثر الحرب والاحتلال في تفاقم مشكلتي النقل والتضخم في إيران 1941-1945، مجلة كلية التربية – الجامعة المستنصرية، العدد الثاني سنة 2000.
- التطورات السياسية والاقتصادية في إيران أبان فترة حكم الجنرال زاهدي 1953- 1955، مجلة كلية التربية – الجامعة المستنصرية، العدد الأول سنة 2000
- تفاقم مشكلة الغذاء في إيران 1941- 1945، مجلة كلية المعلمين – الجامعة المستنصرية، العدد الحادي والعشرون، سنة 2000.
- التطورات الداخلية في قطر خلال العقد الأول من استقلالها 1971- 1981. مجلة دراسات وبحوث الوطن العربي، الجامعة المستنصرية، العددان الثامن والتاسع سنة 2000
- الأمة العربية وتحديات القرن الحادي والعشرين، مجلة دراسات وبحوث الوطن العربي، الجامعة المستنصرية، العددان الثامن والتاسع سنة 2000.
- القدس في مشاريع تقسيم فلسطين، مجلة كلية المعلمين، الجامعة المستنصرية، العدد 23، سنة 2000.
- أضواء على التاريخ السياسي لامتيازات النفط في إيران 1933 – 1951، مجلة كلية التربية، الجامعة المستنصرية، العدد الرابع سنة 1999.
- جمعية فدائيان إسلام وإثرها في تأميم النفط الإيراني، مجلة كلية التربية، الجامعة المستنصرية، العدد الثالث، سنة 1999.
- تطورات الإحداث في كردستان إيران 1941 – 1946، مجلة كلية التربية، الجامعة المستنصرية، العدد الثاني سنة 1999.
- الأذربيجانيون ودورهم في الثورة الدستورية 1905- 1911، مجلة كلية التربية، الجامعة المستنصرية، العدد الأول1999.
- التعددية القومية في إيران وإثرها في البيئة الإقليمية، إيران نموذجا، مجلة دراسات إستراتيجية، جامعة بغداد، العدد الخامس 1998.
- بعض ملامح الثورة الدستورية ووقائعها في منظور المصادر العراقية، مجلة كلية المعلمين، الجامعة المستنصرية، العدد الخامس 1996.
- الشرق الأوسط الجديد وآفاق المستقبل، وقائع أعمال المائدة المستديرة، جامعة ناصر، الجماهيرية الليبية 1995.
- صفحات من التاريخ السياسي لامتيازات النفط في إيران 1901- 1933، مجلة كلية التربية، الجامعة المستنصرية، العدد الثالث سنة 1995.
- حول السياسة النفطية في عهد عبد الرحمن عارف 1966-1968، مجلة كلية التربية، الجامعة المستنصرية، العدد الثاني 1995.
- محمد باقر الشبيبي، آراؤه ومواقفه في مجلس النواب العراقي 1925- 1938، مجلة كلية التربية، الجامعة المستنصرية، العدد الخامس سنة 1994.
- أحداث إيران الداخلية في السنة الأولى لحكومة الدكتور مصدق 1951-1952، في الوثائق الدبلوماسية العراقية، مجلة المؤرخ العربي، اتحاد المؤرخين العرب، العدد 48، سنة 1994.
- سياسة إيران النفطية في عهد الجنرال زاهدي 1953 – 1955، في الوثائق الدبلوماسية العراقية، مجلة المؤرخ العربي، اتحاد المؤرخين العرب، العدد 47، سنة 1994.
- العلاقات العراقية الإيرانية في صحيفتين عراقيتين " العالم العربي "و "الاستقلال "، 1920 – 1932، مجلة آداب المستنصرية، العدد 14، سنة 1986.
- الإدارة الأمريكية والقضية الفلسطينية 1945- 1947، مجلة آداب المستنصرية، العدد 14، سنة 1986.

### المقالات
- قبل أن يقع المحذور تقسيم فلسطين ومخطط تقسيم العراق، تكرار الأهداف والأساليب، [3]
- العدل أساس الملك، الطائفية في العراق تمذهب أم سياسة ؟ هارفارد 2006.[1]
- بين الوحدة والتقسيم فدرلة العراق سيف ذو حديين، 2005، [1]
- دمقرطة العراق وفدرلته، زرع بعده حصاد [1]
- فاقد الشيء لا يعطيه 2005.[1]
- المرآة في الدستور العراقي الجديد بين الواقع والطموح، تموز 2005.[1]
- رسالة إلى رئيس وأعضاء الجمعية الوطنية العراقية 22 آب 2005.[1]
- ملاحظات إلى السيد رئيس لجنة كتابة الدستور 30 أب 2005.[1]